# Midland (Ontario)
Midland – miejscowość (ang. town) w Kanadzie, w prowincji Ontario, w hrabstwie Simcoe.
Powierzchnia Midland to 29,09 km².
Według danych spisu powszechnego z roku 2001 Midland liczy 16 214 mieszkańców (557,37 os./km²).